# Stierlingspecht
Der Stierlingspecht (Dendropicos stierlingi, Syn. Chloropicus stierlingi) ist eine Vogelart aus der Familie der Spechte (Picidae).
Der Vogel kommt in Ostafrika in Malawi, Mosambik und Tansania vor.
Der Lebensraum umfasst tropischen Trockenwald in Miombo-Savanne bis 1500 m Höhe.
Das Artepitheton bezieht sich auf Dr. Jan Gysbert Stierling.

## Merkmale
Der Vogel ist etwa 17 bis 18 cm groß und wiegt 25 bis 31 g. Das Männchen hat eine schwärzliche Stirn, der Scheitel ist vorne schwarz, hinten rot bis auf den Nacken reichend, Kopf und Nacken sind seitlich weiß, die Ohrdecken sind schwärzlich-braun. Frische Federn haben schmale blasse Ränder. Der breite Zügel ist schwärzlich-braun und zieht bis auf die Brust herab. Kinn und Kehle sind weiß. Die Oberseite ist olivbraun mit etwas blasseren Federspitzen im frischen Gefieder. Die Schwanzdecken sind angedeutet blass gebändert, mitunter auch mit rötlichen Spitzen. Die Flugfedern sind braun, die äußeren Flügeldecken haben olivfarbene Ränder, die Steuerfedern sind weiß gebändert, die Schwanzoberseite ist braun, die Schwanzspitze gelb. Die Unterseite ist geschuppt weißlich mit dunkelbraunen Bändern und Streifen. Die Flügelunterseiten sind weiß mit braunen Punkten, die Schwanzunterseite ist gelblich-braun. Der lange und breite Schnabel ist schiefergrau, an der Basis blasser. Die Iris ist rot bis rötlich-braun, die Beine sind olivfarben bis graugrün.
Das Weibchen hat kein Rot am Kopf, sondern einen leicht blass gestrichelten braunen Scheitel. Jungvögel sind matter gefärbt, auf der Unterseite unregelmäßiger gefleckt und haben braune Augen.
Die Art ähnelt dem Namaspecht (Chloropicus namaquus), ist aber viel kleiner und ist schlicht dunkelbraun bis olivbraun gefiedert auf Rücken, Flügeln und Schwanz und hat eine weißliche Unterseite mit brauner Strichelung und Bänderung. Das Männchen hat einen überwiegend roten Scheitel und eine braune Stirn, beim Weibchen ist der Scheitel ganz schwärzlich-braun. Jungvögel haben etwas Rot am Scheitel.
Die Art ist monotypisch.

## Stimme
Der Ruf wird als tiefes schwankendes Rasseln “pi-di-di, da-da-di, da-da-da-da, da-da”, oft auch als einzelnen oder wiederholtes “pik” beschrieben. Der Vogel trommelt laut und schnell.

## Lebensweise
Die Nahrung besteht aus Insekten, die einzeln, oder als Paare, gelegentlich auch in gemischten Jagdgemeinschaften im Wipfelbereich oder in mittlerer Höhe an den Bäumen gesucht werden, bevorzugt auf mittelgroßen Ästen durch kraftvolles Hämmern.
Die Brutsaison liegt vermutlich zwischen Juli und Oktober, das Nest befindet sich in einem Baumloch.

## Gefährdungssituation
Die Art gilt als gering gefährdet (Near Threatened).